# La Guerche-sur-l'Aubois
La Guerche-sur-l'Aubois je naselje in občina v osrednjem francoskem departmaju Cher regije Center. Leta 1999 je naselje imelo 3.397 prebivalcev.

## Geografija
Kraj leži v pokrajini Berry ob reki Aubois in kanalu de Berry, 40 km jugovzhodno od Bourgesa.

## Uprava
La Guerche-sur-l'Aubois je sedež istoimenskega kantona, v katerega so poleg njegove vključene še občine Apremont-sur-Allier, La Chapelle-Hugon, Le Chautay, Cours-les-Barres, Cuffy, Germigny-l'Exempt, Jouet-sur-l'Aubois in Torteron z 8.665 prebivalci.
Kanton Guerche-sur-l'Aubois je sestavni del okrožja Saint-Amand-Montrond.